# Exuma (musicien)
 (juillet 2025).
Le contenu est difficilement compréhensible vu les erreurs de traduction, qui sont peut-être dues à l'utilisation d'un logiciel de traduction automatique.
Tony McFarlane Anthony McKay, né le 18 février 1942 et mort le 25 janvier 1997, connu sous le nom de Tony McKay mais surtout Exuma, est un musicien, artiste, dramaturge et auteur bahaméen, principalement connu pour sa musique qui mélange de nombreux genre musicaux, comme la musique africaine, folk, rock, carnaval, junkanoo, calypso, et reggae.
Son personnage Exuma, ainsi que ses paroles, ont été influencés par la tradition ouest-africaine et bahamienne de l'Obeah, un ensemble de pratiques spirituelles qui s'est développé parmi les esclaves ouest-africains aux Antilles, très pratiqué aux Bahamas. Il s'inspire également de la médecine des plantes et des croyances afro-caribéennes.
Les critiques ont souvent considéré la musique d'Exuma comme faisant référence au vaudou,, et ont comparé sa musique à celle du musicien Dr. John (et inversement),,. Cependant, McKay s'est opposé à l'association entre l'imagerie de sa musique et le concept populaire du vaudou tel qu'il est représenté dans les films d'Hollywood, soulignant que sa musique est plutôt basée sur les pratiques de guérison d'Obeah : « Ce n'est pas du vaudou ou de la sorcellerie [...] pas dans le sens où l'homme rentre chez lui le soir et prépare une potion secrète. »,
Le premier album d'Exuma, éponyme, est sorti en 1970 chez Mercury Records, et a été suivi par Exuma II en décembre de la même année. Ses quatre albums suivants, Do Wah Nanny (1971), Snake, Reincarnation (tous deux en 1972) et Life (1973), ont été publiés par Kama Sutra Records . En 1977, il crée projet musical destiné à la scène intitulée Junkanoo Drums, qui utilise un certain nombre de ses chansons ; le succès de la formation conduit Exuma à devenir un artiste régulier au New Orleans Jazz & Heritage Festival.
Dans les années 1980, McKay fonde son propre label de disques, Inagua Records, et déménage à la Nouvelle-Orléans.
Après avoir déménagé au Colorado en 1994, il vit à mi-temps à Miami, en Floride, et à Nassau, aux Bahamas, et meurt dans son sommeil dans cette dernière en janvier 1997.
Dans une interview datant de 1970, McKay, dans le rôle d'Exuma, a déclaré que la partie électrique de sa personne est "venue d'au-delà de Mars ; descendu sur Terre sur un éclair . Il décrit sa propre musique comme « toute la musique qui n'a jamais été écrite et toute la musique qui n'a pas encore été écrite. C'est des sentiments, de l'émotion, le son de l'homme, le son des créatures du jour, des créatures de la nuit et des forces électriques ».

## Héritage
Certains aspects de la personnalité de McKay, « Obeah Man », ont influencé d'autres artistes, notamment la chanteuse Nina Simone. Elle a interprété la chanson "Obeah Man", la transformant en "Obeah Woman" (et en en modifiant les paroles en ce sens), sur son album live "It is Finished". Elle a également interprété deux autres chansons de McKay lors de cet enregistrement, « Dambala » et « 22nd Century ».
Alfred Sears, ministre bahaméen, a déclaré que McKay, en tant qu'Exuma, était « un visionnaire bahaméen, un philosophe humaniste et un poète du peuple. Exuma exprime la beauté et la puissance de la vie culturelle des Bahamas : les expériences quotidiennes, le folklore, les mythes, les histoires, le junkanoo, le rake and scrape(musique traditionnelle bahamienne), la douleur, la joie, la lutte et la survie. Sa vie et son art reflètent le merveilleux héritage culturel et la personnalité des Bahamiens, puisant dans les racines de l'Afrique et les ramifications des Amérindiens, des Européens et des Américains. »
Le musicologue bahamien Roney Ambrister, a déclaré à propos de McKay : « On pourrait le mettre sur le même plan que (Joseph) Spence. C'était un gars joyeux, très heureux, il prenait sa guitare, se lançait, et le reste du groupe le suivait ». Ambrister a déclaré que même si « la musique Obeah n'existe pas, la charge spirituelle réside plutôt dans les vêtements fantastiques de McKay, ses œuvres d'art et ses paroles mystiques.

## Prix et distinctions
En 1974, McKay a été invité par la reine des Pays-Bas, Julianna, à se produire pour elle avec les Edwin Hawkins Singers.
En juin 1988, McKay a reçu la Médaille de l'Empire britannique (BEM) de la reine Elizabeth II « pour ses services rendus à la musique et ses contributions à la culture bahamienne ».

## Discographie
- Exuma (1970)
- Exuma II (1970)
- Do Wah Nanny (1971)
- Serpent (1972)
- Reincarnation (1972)
- Life (1973)
- From Africa To America To Junkanoo To Armageddon  (1976)
- Penny Sausage (1979)
- Street Music (1979)
- Universal (1982)
- Rude Boy (réédition 1986 de Street Music )